# Goleam Ceardak, Plovdiv
Goleam Ceardak (în bulgară Голям Чардак) este un sat în comuna Săedinenie, regiunea Plovdiv,  Bulgaria. 

## Demografie
Componența etnică a satului Goleam Ceardak
     Romi (21,88%)
     Turci (7,69%)
     Bulgari (69,49%)
     Nicio identificare (0,92%)
La recensământul din 2011, populația satului Goleam Ceardak era de 754 locuitori. Din punct de vedere etnic, majoritatea locuitorilor (69,49%) erau bulgari, existând și minorități de romi (21,88%) și turci (7,69%). Pentru 0,92% din locuitori nu este cunoscută apartenența etnică.